# Plataforma de gelo de McMurdo

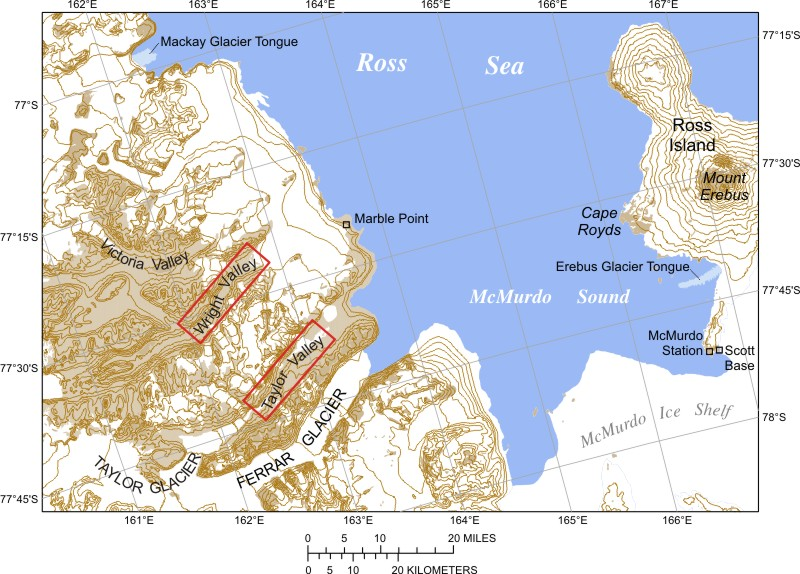
A plataforma de gelo de McMurdo, no canto inferior direito do mapa

A plataforma de gelo de McMurdo é uma parte da plataforma de gelo Ross na Antárdida. Está rodeada pelo estreito de McMurdo e pela ilha de Ross a norte e por Minna Bluff a sul. Pesquisas provaram que esta plataforma tem características que a diferenciam da plataforma de gelo Ross e deve portanto ser designada por outro nome, por ser um elemento distinto da geografia da região. Foi o cientista A. J. Heine, em investigações em 1962-63, que escolheu o nome para esta barreira, limitada pela ilha de Ross, pela península de Brown, pela ilha Black e pela ilha White. O Advisory Committee on Antarctic Names estendeu depois o território sob este nome até Minna Bluff, a sul.